# Pascal Yiacouvakis
Pascal Yiacouvakis, né en avril 1962,, est un météorologue québécois qui a commencé sa carrière au Service météorologique du Canada et qui a ensuite fait carrière 28 ans comme présentateur météo à l'antenne de ICI Radio-Canada.

## Biographie
Pascal Yiacouvakis a étudié à l'Université du Québec à Montréal (UQAM) en géographie physique et a obtenu son B. Sc. en 1985, puis son M. Sc. en sciences de l'atmosphère en 1994 sur le diagnostic des systèmes frontaux,,. Après l'obtention de son B. SC., Yiacouvakis a été engagé par Environnement Canada et a complété son cours de formation en météorologie opérationnelle en 1986,. Ensuite, il est devenu prévisionniste puis instructeur, entre autres pour la formation aux spécialistes en présentation météo dans les aéroports et plus tard pour les aspirants météorologues,.
En 1994, il est entré à Radio-Canada comme présentateur météo aux émissions matinales à la radio, en remplacement de la météorologue Ève Christian en congé de maternité, avant de passer au Téléjournal en alternance avec Jocelyne Blouin,. Il devient le principal présentateur en 2011 après la retraite de cette dernière. Il a annoncé sa retraite de Radio-Canada pour le 18 mars 2022.
Durant sa carrière, Yiacouvakis a couvert de nombreuses catastrophes météorologiques dont le verglas massif de janvier 1998 dans le Nord-Est de l'Amérique du Nord. Il publia aussi des capsules sur le site internet de Radio-Canada à propos de différents phénomènes de météo ou de l’environnement comme El Niño ou le radar météorologique.
Il a reçu plusieurs prix et distinctions, dont le prix Alcide-Ouellet décerné par l’Association professionnelle des météorologistes du Québec en 2002, une citation de mérite de la Société canadienne de météorologie et d'océanographie (SCMO) en 2009, et le Prix reconnaissance aux diplômés de la Faculté des sciences de l’UQAM en 2020,,.